# Heizmannia scanloni
Heizmannia scanloni är en tvåvingeart som beskrevs av Mattingly 1970. Heizmannia scanloni ingår i släktet Heizmannia och familjen stickmyggor.
Artens utbredningsområde är Thailand. Inga underarter finns listade i Catalogue of Life.